# Giulio Bossi
Giulio Bossi (Como, 13 luglio 1793 – Milano, 9 febbraio 1880) è stato un politico italiano.

## Biografia
Amico intimo di Ugo Foscolo, fu eletto deputato nel Collegio elettorale di Varese per la VII legislatura del Regno di Sardegna.